# XO-30觀察機
 Curtiss XO-30一架於1920由柯蒂斯-萊特公司為美國陸軍航空兵研製的雙引擎觀測單翼飛機，原型機被取消且未建造。[1

## 發展
美國陸軍航空兵訂購了一架單翼觀察原型機，編號為XO-30，序號為 29-451。 XO-30將配備兩具V-1570-9發動機。隨後該計劃被取消，原型機也沒有建造。該計劃被取消，原型也沒有建造。

### 註記
1. 1 2 3 4  Andrade 1979, p. 138

### 書籍
- Andrade, John. . Hinckley, Leicestershire, UK: Midland Counties Publications. 1979: 171. ISBN 0-904597-22-9.